# 平壤城 (電影)
《平壤城》（韓語：평양성）是一部2011年的韩国戰爭喜剧电影，导演李濬益，李文植、鄭進永主演。讲述7世纪时唐朝出兵和新罗一起灭亡高句丽的故事。是2003年电影《黄山伐》的续作。

## 演员陣容
- 鄭進永 飾 金庾信
- 李文植 飾 士兵
- 柳承龙 飾 淵男建
- 尹帝文 飾 淵男生
- 鮮于善
- 李光洙
- 鄭石勇
- 申正根 飾 金欽純
- 全起光 飾 金品日
- 柳承秀 飾 金仁问
- 姜河那 飾 淵男産
- 丁奎秀 飾 宝藏王
- 李大淵 飾 李勣
- 金江日 飾 契苾何力
- 유하복 飾 先道解
- 이근후 飾 高舍鷄
- 원현준 飾 溫沙門
- 이규섭 飾 李基雨
- 全元珠
- 朴埇佑
- 柳承完
- 金炳萬
- 柳潭
- 李原種 飾 渊盖苏文
- 黃晸珉 飾 金法敏
- 金陆龙 飾 唐高宗